# Bases constitucionais
As Bases constitucionais ou Bases constitucionais para a participação da Nação Galega num Pacto Federal, e de Governo Provisório é um documento político elaborado em 1977 ao abeiro do Conselho de Forças Políticas Galegas, integrado pela União do Povo Galego (UPG), o Partido Socialista Galego (PSG), o Partido Galego Social Democrata (PGSD), o Movimento Comunista da Galiza (MCG) e o Partido Carlista da Galiza (PCG). O seu objetivo era tornar-se a proposta de ruptura democrática frente ao modelo de transição da ditadura para a democracia a que se foram acolhendo as principais forças de âmbito estatal na Galiza. Participaram na redação do texto Xosé Vilas Nogueira, Ramón López Suevos e Camilo Nogueira. Durante a etapa de pré-autonomia, constituiu a proposta do nacionalismo rupturista frente ao modelo de Estatuto de Autonomia e a base para a oposição ao estatuto levada em frente pelos partidos nacionalistas de esquerda.

## Conteúdo
As Bases constitucionais foram redigidas conforme com o princípio de autodeterminação, de modo que a soberania nacional pertencesse exclusivamente ao Povo Galego. Com base nesse princípio, os autores propuseram um modelo consequente que recolhia os seguintes elementos:
- Participação da Galiza em condições de igualdade num pacto federal com os legítimos representantes dos povos das diversas nações integradas naquela altura no Estado espanhol.
- Os órgãos de governo federais, tanto legislativos como executivos ou judiciais formar-se-iam em função da representação das diversas nações, em igualdade numérica com independência da população ou da extensão territorial de cada uma delas.
- Competências exclusivas: todas aquelas, incluída a plena autonomia fiscal e financeira, que não sejam forças armadas, representação exterior, declaração de guerra, alfândegas, política económica e coordenação económica e fiscal das nações federadas, que pertencerão ao poder federal.
- Competências nacionais: todas aquelas não reservadas para o poder federal, incluída a plena autonomia fiscal e financeira.
- O galego será a única língua oficial na Galiza. O espanhol utilizar-se-á nas relações com a Federação.
- Assumem-se os direitos humanos tal como reconhecidos na Declaração Universal dos Direitos Humanos.
- Programa económico com modelo misto e natureza social-democrata, com nacionalização da banca e dos recursos energéticos e mineiros e com fomento das cooperativas de produção.

## Evolução
O acordo sobre as Bases Constitucionais não evitou o fracionamento do nacionalismo de esquerda. As diferenças de estratégia no momento de defendê-las foram muito importantes. Por uma parte, a plataforma criada pela UPG para a sua defesa, a Assembleia Nacional-Popular Galega (AN-PG) não resultou muito estável e dela saíram pessoas da importância de César Portela ou Xan López Facal, que constituíram outra plataforma, a Assembleia Popular Galega. Por outra parte, as diferenças entre a UPG e o PSG eram notáveis: o PSG, encabeçado por Xosé Manuel Beiras Torrado era favorável a aderir a outras forças não nacionalistas da oposição franquista, tentando por essa via fazer com que também elas defendessem o modelo proposto pelas Bases. A UPG, por enquanto, era contrária a colaborar com outras organizações que não reconhecessem a existência e os direitos políticos do Povo galego, e, aliás, exigia ao PSG que não dialogasse no seio da federação de partidos socialistas constituída a nível estatal. Ainda mais: demandava, do PSG e do MCG que essas organizações nutrissem o seu projeto de sindicalismo nacionalista (a Intersindical Nacional Galega, ING) com novos efetivos.
A própria UPG sofreu uma crise interna que derivou na cisão de um setor abertamente independentista, que criou a organização UPG-linha proletária, liderada por Xosé Luís Méndez Ferrín, que terminará configurada como Partido Galego do Proletariado (PGP) e, posteriormente como Galiza Ceive-OLN. Por enquanto, outro setor, encabeçado por Camilo Nogueira, daria origem ao Partido Operário Galego (POG), disposto a pular através dos mecanismos da democracia formal que se estava a constituir.
Todas estas tensões terminaram com o Conselho de Forças Políticas Galegas e cada partido continuou fiel à defesa das Bases pela sua via - o que na prática significou uma defesa descoordenada incapaz de fazer frente às forças que, devagar, foram aceitando o processo de Transição espanhola organizado por poderes herdeiros diretos da própria ditadura franquista. Em concreto, nas primeiras eleições democráticas, o PSG tirou 2,41% do voto; a UPG, através da agrupação de eleitores denominada Bloco Nacional Popular Galego (BNPG), atingiu 2,02%; e o PGSD, o mais possibilista, atingiu 2,04%. A defesa do modelo proposto pelas Bases, feita separadamente, resultou um autêntico fracasso.